# RbAM Almirante Guilhem (R-24)

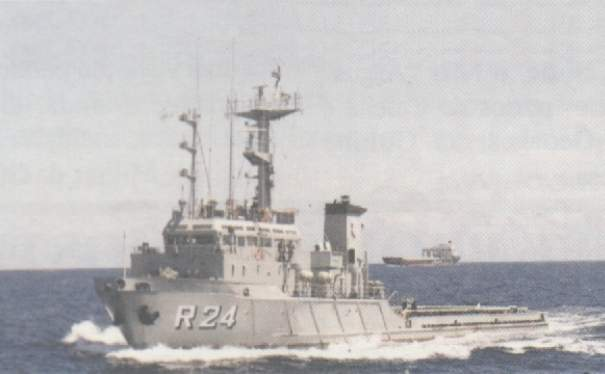
Rebocador de Alto Mar RbAM Almirante Guilhem (R-24), em navegação.

O RbAM Almirante Guilhem (R-24) é  um rebocador de Alto Mar (RbAM), Classe Almirante Guilhem, da Marinha do Brasil.
Foi construído pelo estaleiro Sumitomo Heavy Industries, no Japão e adquirido junto à Superpesa Maritime Transport.
- Lançamento: 1976[1]
- Incorporação: 22 de janeiro de 1981[1]
- Desarmamento: 26 de julho de 2018[2]

## Origem do nome
O nome do RbAM (R-24), é uma homenagem ao Almirante Henrique Aristides Guilhem que foi Ministro de Estado dos Negócios da Marinha no período entre 19 de novembro de 1935 até 29 de outubro de 1945. Foi um grande incentivador da Aviação Naval.
Navega sob o lema "Mamute do Norte - Puxando para frente".

## Características[1]
- Deslocamento (ton): 2.393-padrão / 2.735-plena carga
- Dimensões (metros): 63,2 x 13,4 x 4,5
- Propulsão: diesel; 2 motores diesel G.M. 20-645 ET gerando 7.200 bhp, acoplados a 2 eixos com hélices de passo controlável. Equipado com Bow-Thrusters com 525 bhp.
- Tripulação: 50
- Tração Estática (ton): 84
- Velocidade (nós): 14
- Raio de Ação (milhas): 10.000 milhas à 10 nós
- Armamento: 2 metralhadoras Oerlikon Mk10 20mm
- Construtor: Sumitomo Heavy Industries, Japão